# Kościół Chrystusa w Wels
Kościół Chrystusa (niem. Christuskirche) – protestancka świątynia znajdująca się w austriackim mieście Wels.

## Historia
Gmina protestancka w Wels powstała w 1782, rok po wydaniu Patentu tolerancyjnego przez cesarza Józefa II Habsburga. W 1784 monarcha przekazał wiernym kaplicę im. św. Jerzego. Obecną świątynię wzniesiono w latach 1849-1852 według projektu Carla Alexandra Heideloffa. Był pierwszym kościołem ewangelickim w kraju, który posiadał wieżę (wzniesioną w 1860).

## Architektura i wyposażenie
Świątynia neogotycka, z wysoką na 60 metrów wieżą. Wnętrze zdobi ołtarz główny zaprojektowany przez duet norymberskich artystów Zieglera i  Hüttera, a znajdujące się w nim obrazy wykonał malarz Mattenheimer z Monachium. Na emporze umiejscowiono organy wykonane w warsztacie Wilhelma Ziki w 1930 i wyremontowane w 1960, z 28 głosami, dwoma manuałami i pedałem.

## Galeria

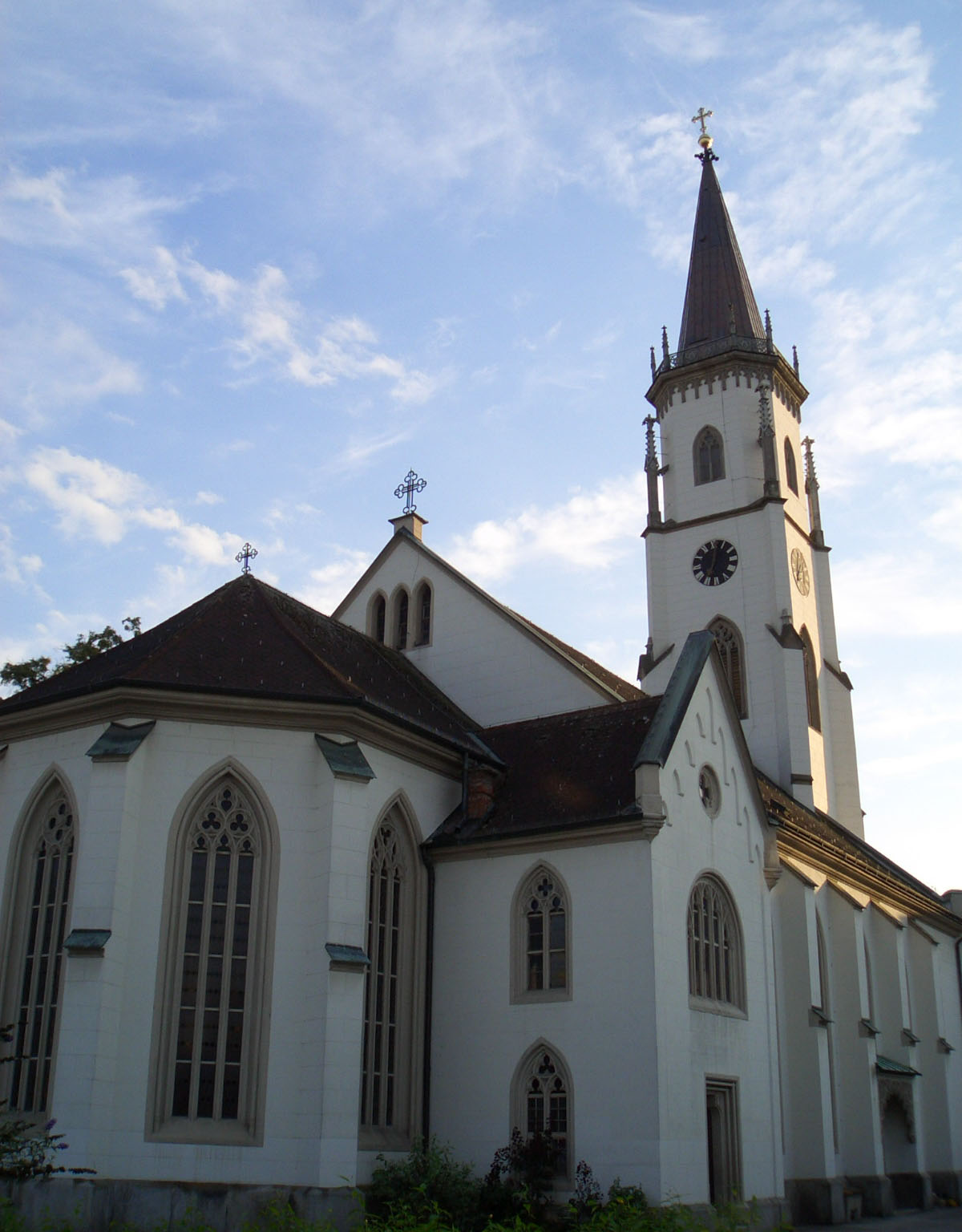
Widok z północnego wschodu
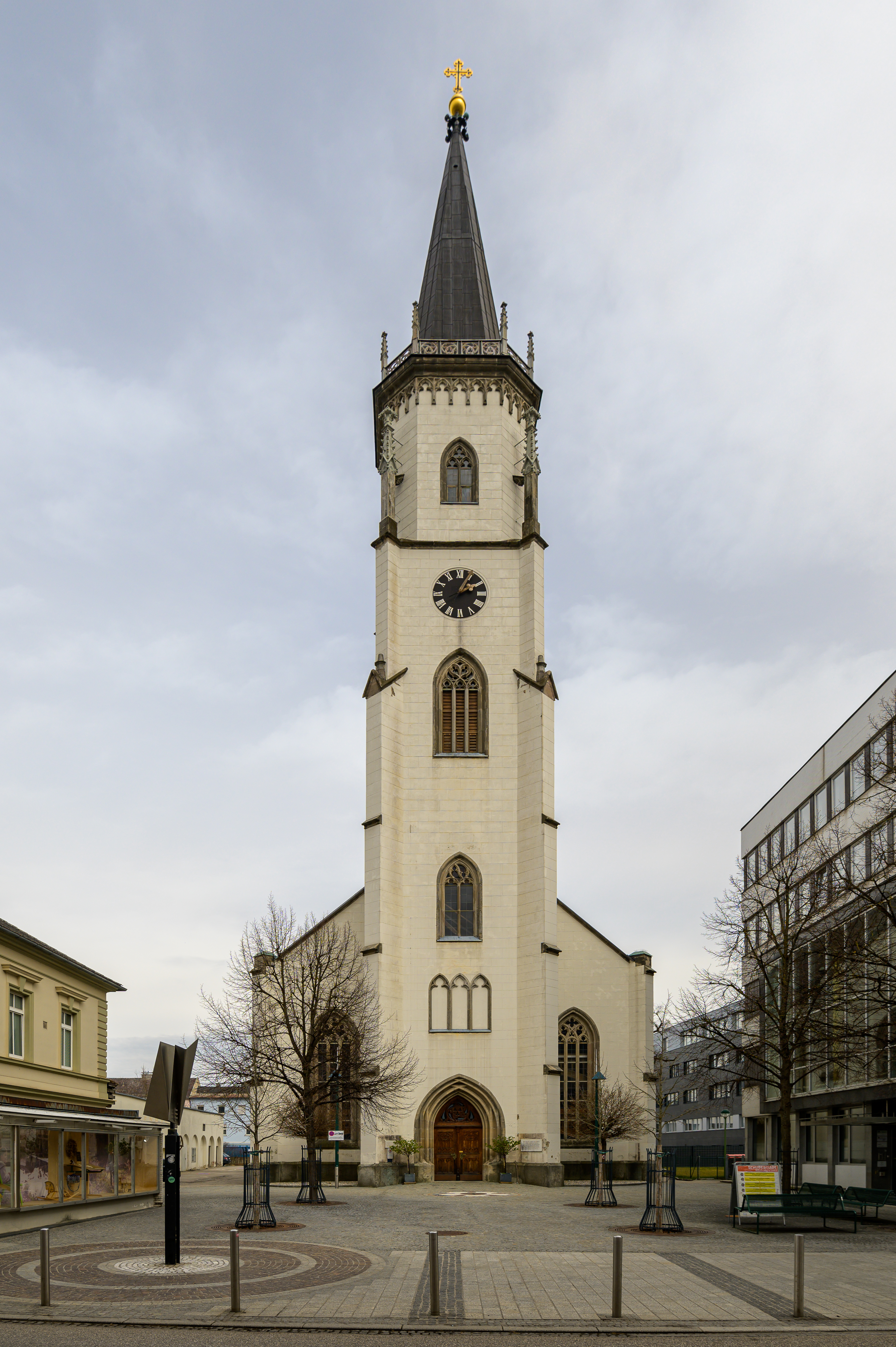
Fasada z wieżą
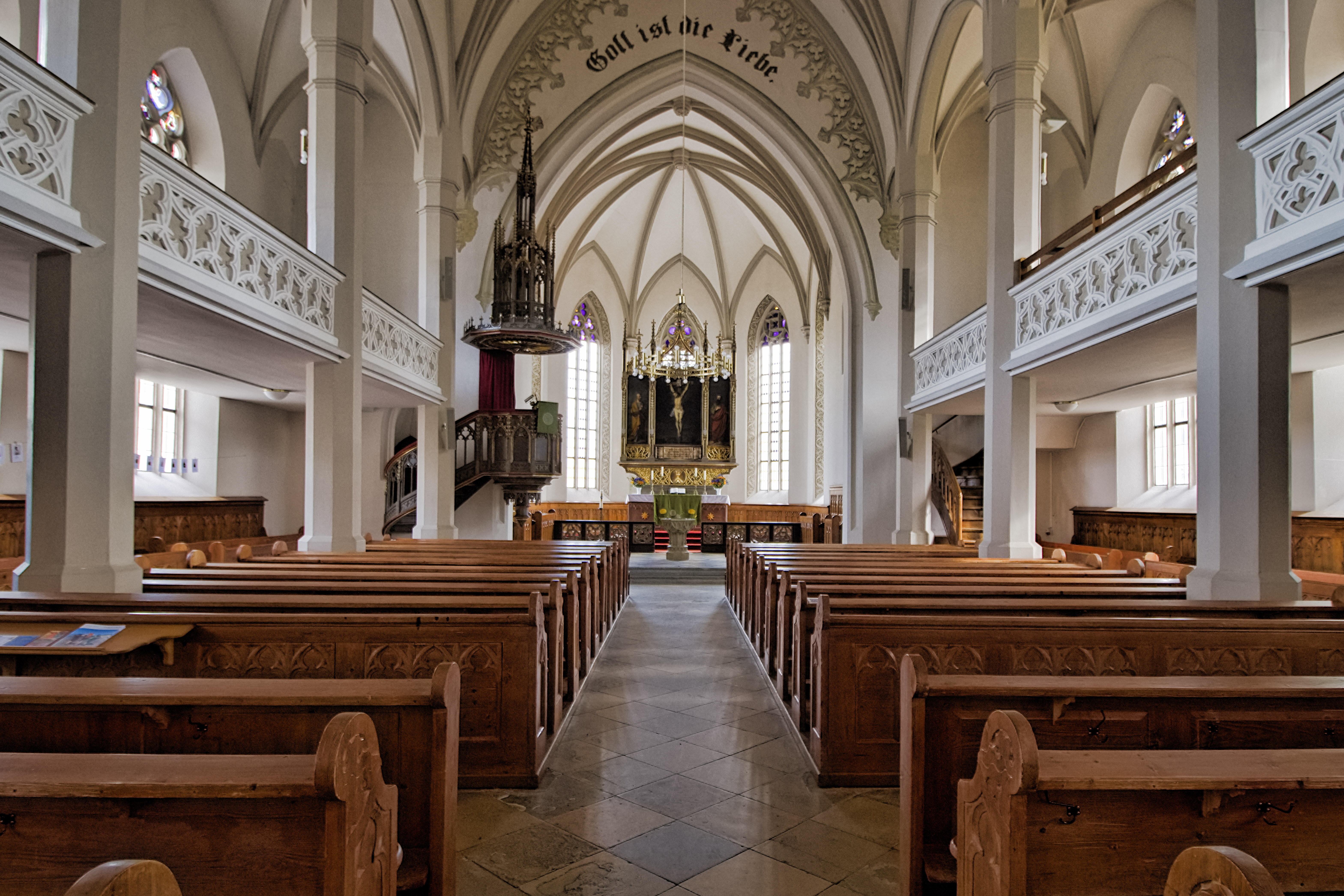
Wnętrze